# Jérémy Burton
Jérémy Burton (Namen, 13 september 1984) is een Belgisch professioneel wielrenner. Hij reed lang voor Lotto-Bodysol. Zijn belangrijkste overwinningen zijn twee etappes in de Ronde van Burkina Faso, de 10e etappe in 2009 en de 3e in 2010. In 2012 werd hij opnieuw prof, ditmaal bij de Algerijnse ploeg Geofco-Ville d'Alger. Vanaf 2013 rijdt hij weer voor een Belgische ploeg: Vérandas Willems.

## Belangrijkste overwinningen
2009
- 10e etappe Ronde van Burkina Faso

2010
- 3e etappe Ronde van Burkina Faso

## Ploegen
- 2007-Pôle Continental Wallon Bergasol-Euro Millions
- 2008-Bodysol-Euromillions Pole Continental Wallon
- 2009-Lotto-Bodysol-Pôle Continental Wallon
- 2010-Lotto-Bodysol
- 2012-Geofco-Ville d'Alger
- 2013-Vérandas Willems
- 2014-Vérandas Willems

Brochard · Burton · Crowin · Delfosse · Draux · Fontaine · Herinne · Ista · Kashechkin · M.Polazzi · F.Polazzi · Robijns · Roossens · Rouet · Van Melsen
Bertrand · Burton · Crowin · Devaux · Fontaine · Henrion · Honorez · M.Polazzi · F.Polazzi · Roossens · Rouet · Timmermans · Van Melsen · Wills · Cammaerts (stagiair) · Van Schelven (stagiair)
Burton · Cammaerts · Carton · Collet · Devaux · Fondard · Gerard · Honorez · Piva · F.Polazzi · Roossens · Rouet · Timmermans · Van Schelven · Wills · Dron (stagiair) · Prémont (stagiair)
Bertholet · Burton · Cammaerts · Chevalier · Collet · De Witte · Devillers · Dron · Fondard · Honorez · Naert · Prémont · Roossens · Rouet · Thome · Van Schelven · Demoitié (stagiair) · Donnay (stagiair)
Abdenbi · Baz · Bettira · Burton · Cardoen · Claeys · Dijkxhoorn · J.Gilbert · Guemihi · Nichani · Nicholson · Pruun · Scheirlinckx · Serrai · Spragg · Stilite · Suur · Tanis (stagiair) · Tanner · Tombak · Vernaeckt · Abdel.Yahmi · Abden.Yahmi
Borcy · Burton · Carnevali · Deguelle · Fauville · Ferrari · Lodewijks · Mertz · Pardini · Pirlot · Poppe · Rase · Serry · Smeyers · Thomé · Vandyck · De Troch (stagiair) · Goolaerts (stagiair)
Bille · Burton · Carnevali · Convens · De Troch · de Winter · Goolaerts · Mannaerts · Mertz · Pardini · Smeyers · Touquet · Vanderaerden · Vandyck · Vereecken · Wastyn · Wauters · Van Gucht (stagiair)
- Bibliothèque nationale de France: cb16981920j (data)
- International Standard Name Identifier: 0000 0004 5286 8266
- Virtual International Authority File: 317275828